# Angraecum (Angraecum)
Angraecum es una sección del género Angraecum perteneciente a la familia de las orquídeas.
Contiene  unas doce especies originarias de Madagascar, Mascareñas, Seychelles, Comoros y una sola en África continental. Son las especies más espectaculares del género, la mayoría de gran tamaño, con largas inflorescencias y flores con tacto ceroso, a menudo, grandes de color blanco o verdoso.	

## Especies seleccionadas
Tiene unas doce especies:
- Angraecum crassum Thou.
- Angraecum dendrobiopsis (Baill. ex Finet) Schltr. (1925)
- Angraecum eburneum Bory
  - Angraecum eburneum subsp. superbum Thou.
  - Angraecum eburneum subsp xerophilum H.Perrier 1938
- Angraecum penzigianum Schltr. 1925
- Angraecum protensum Schltr.
- Angraecum sesquipedale var.angustifolium Bosser & Morat (ant. Angraecum bosseri)
- Angraecum sesquipedale
- Angraecum sororium Schltr.